# Дос Палос (град, Калифорния)
Дос Палос (на английски: Dos Palos) е град в окръг Мърсед, щата Калифорния, САЩ. Дос Палос е с население от 5445 жители (по приблизителна оценка от 2017 г.) и обща площ от 3,9 km². Намира се на 36 m надморска височина. ЗИП кодовете му са 93620, а телефонният му код е 209.